# Gmina Christiansfeld
Gmina Christiansfeld (duń. Christiansfeld Kommune) - istniejąca w latach 1970-2006 gmina w Danii w  okręgupołudniowej Jutlandii (Sønderjyllands Amt). 
Siedzibą władz gminy było miasto Christiansfeld. 
Gmina Christiansfeld została utworzona 1 kwietnia 1970 na mocy reformy podziału administracyjnego Danii. Po kolejnej reformie administracyjnej w roku 2007 część gminy weszła w skład nowej gminy Kolding, a część w skład gminy Haderslev.

## Dane liczbowe
- Liczba ludności: (♀ 4823 + ♂ 4762) = 9585
  - wiek 0-6: 8,8%
  - wiek 7-16: 15,4%
  - wiek 17-66: 62,2%
  - wiek 67+: 13,6%
- zagęszczenie ludności: 45,4 osób/km²
- bezrobocie: 3,6% osób w wieku 17-66 lat
- cudzoziemcy z UE, Skandynawii i USA: 118 na 10 000 osób
- cudzoziemcy z krajów Trzeciego Świata: 125 na 10 000 osób
- liczba szkół podstawowych: 7 (liczba klas: 63)